# Ром (тауншип, Миннесота)
Ром (англ. Rome) — тауншип в округе Фэрибо, Миннесота, США. На 2000 год его население составило 172 человека.

## География
По данным Бюро переписи населения США площадь тауншипа составляет 92,5 км², из которых 92,5 км² занимает суша, водоёмов нет.

## Демография
По данным переписи населения 2000 года здесь находились 172 человека, 73 домохозяйства и 57 семей. Плотность населения — 1,9 чел./км². На территории тауншипа расположено 74 постройки со средней плотностью 0,8 построек на один квадратный километр. Расовый состав населения: 98,26 % белых, 1,16 % азиатов, 0,58 % — других рас США. Испанцы или латиноамериканцы любой расы составляли 5,23 % от популяции тауншипа.
Из 73 домохозяйств в 26,0 % воспитывались дети до 18 лет, в 68,5 % проживали супружеские пары, в 1,4 % проживали незамужние женщины и в 21,9 % домохозяйств проживали несемейные люди. 19,2 % домохозяйств состояли из одного человека, при том 6,8 % из — одиноких пожилых людей старше 65 лет. Средний размер домохозяйства — 2,36, а семьи — 2,68 человека.
19,8 % населения — младше 18 лет, 9,3 % — в возрасте от 18 до 24 лет, 19,2 % — от 25 до 44, 33,7 % — от 45 до 64, и 18,0 % — старше 65 лет. Средний возраст — 47 лет. На каждые 100 женщин приходилось 132,4 мужчин. На каждые 100 женщин старше 18 приходилось 122,6 мужчин.
Средний годовой доход домохозяйства составлял 37 500 долларов, а средний годовой доход семьи — 40 208 долларов. Средний доход мужчин — 20 625 долларов, в то время как у женщин — 25 625. Доход на душу населения составил 19 896 долларов. За чертой бедности находились 3,1 % семей и 6,3 % всего населения тауншипа, из которых 8,0 % младше 18 лет.